# Der Zarewitsch (Drama)
Der Zarewitsch (polnisch Carewicz) ist ein Drama von Gabriela Zapolska von 1917.

## Handlung
Der junge Zarewitsch leidet unter der Bürde seiner zukünftigen Regentschaft. Da er kein Interesse an Frauen, sondern eher an Männern verspürt, wird ihm eine junge Tänzerin, verkleidet als Junge, zugeführt. Er verliebt sich langsam in sie, obwohl er bald bemerkt, dass sie eine Frau ist.
Nachdem der greise Zar gestorben ist, muss er diese Beziehung aber aus Staatsräson aufgeben, um eine standesgemäße Ehe eingehen zu können.
In dem Stück wird das formale und herzlose Zeremoniell am russischen Hof kritisiert.

## Geschichte
Die erfolgreiche polnische Autorin Gabriela Zapolska schrieb dieses Stück mitten im Ersten Weltkrieg, wahrscheinlich in ihrem Haus bei Lemberg in Österreich-Ungarn, das zeitweise dicht an der Frontlinie zu Russland gelegen hatte. Noch während des Entstehens des Textes konnte sie Theateraufführungen in Lemberg, Krakau, Wien und Berlin vereinbaren.

## Inszenierungen und Bearbeitungen

### Theaterinszenierungen
Es gab über 30 Inszenierungen in polnischer, deutscher, tschechischer, englischer und ungarischer Sprache.
- Wien, Deutsches Volkstheater, 15. September 1917, Uraufführung, danach mindestens 30 weitere Aufführungen
- Lemberg (Lwów), Stadttheater, 26. Oktober 1917, Regie R. Zelazowski, polnische Erstaufführung, weitere 19 Aufführungen
- Krakau, Stadttheater (Teatr miejski), 27. Oktober 1917, Regie A. Zelwerowicz, 26 weitere Aufführungen
- Warschau, Teatr Rozmaitości, 11. April 1918, Regie J. Śliwiński, über 40 weitere Aufführungen
- Köln, Deutsches Theater, Januar 1918, deutsche Erstauffuhrung[3]
- Berlin, Residenztheater, 2. Juli 1918, danach über 100 Aufführungen
- Tschechoslowakei, vier Inszenierungen in tschechischer Sprache, unter anderem in Olmütz/Olomouc, zwischen 1919 und 1931
- weitere 18 polnische Inszenierungen in Warschau, Lwów, Kraków, Poznań, Wilna, Bydgoszcz, Toruń, Łuck und Stanisławów zwischen 1918 und 1936
- Stockholm, Svenska Teatern, 10. September 1920 (möglicherweise in deutscher Sprache?)
- New York, 48th Street Theater, 15. August 1921, als Sonya, Produktion Marc Klaw, Inc., 101 Vorstellungen bis November 1921[4]
- Budapest, Magyar Színház (Ungarisches Theater), 21. Oktober 1921

### Bearbeitungen
- 1919 gab es eine polnische Verfilmung.
- 1927 komponierte Franz Lehár die gleichnamige Operette, die auch in der Gegenwart noch öfter aufgeführt wird.

### Übersetzungen
Die Übersetzungen wurden sehr wahrscheinlich nur als Textbücher für die jeweiligen Inszenierungen verwendet.
- Gabryela Zapolska, Der Zarewitsch. Drama in drei Aufzügen. Für die deutsche Bühne frei bearbeitet von Bernard Scharlitt, Otto Eirich, Wien 1917, für die Inszenierungen in Wien und Berlin, eine freie Übertragung, die von Gabriela Zapolska in Teilen kritisiert wurde[5]
- Gabryela Zapolska, Sonya, transl. Alexander Wyckoff , für die Inszenierung in New York 1921
- von Jakub Rydvan (Wacław Sommer) ins Tschechische
- von Lászlo Vajda ins Ungarische